# Envole-moi
Envole-moi (укр. Дай мені полетіти) — пісня Жана-Жака Гольдмана, записана в 1983 році. Увійшла до третього студійного альбому «Positif».

## Про пісню
«Envole-moi» — найпопулярніша композиція третього альбому має характерні поп-рокові елементи тогочасся. Темпову вокальну партію Жан-Жак супроводжує експресивним награванням електро-гітари та гучним й особливим супроводом синтезатора та бек-вокалу. Пісню переспівували: і сам автор, й інші французькі виконавці.

## Фрагмент пісні
Фрагмент пісні (перший куплет і приспів):
Minuit se lève en haut des tours

Les voix se taisent et tout devient aveugle et sourd

La nuit camoufle pour quelques heures

La zone sale et les épaves et la laideur

J'ai pas choisi de naître ici

Entre l'ignorance et la violence et l'ennui

J'm'en sortirai, j'me le promets

Et s'il le faut, j'emploierai des moyens légaux

Envole-moi

Envole-moi

Envole-moi

Loin de cette fatalité qui colle à ma peau

Envole-moi

Envole-moi

Remplis ma tête d'autres horizons, d'autres mots

Envole-moi

...